# Lake Alfred
Lake Alfred est une ville des États-Unis située dans le comté de Polk en Floride.
En 2013, sa population était de 5 183 habitants.

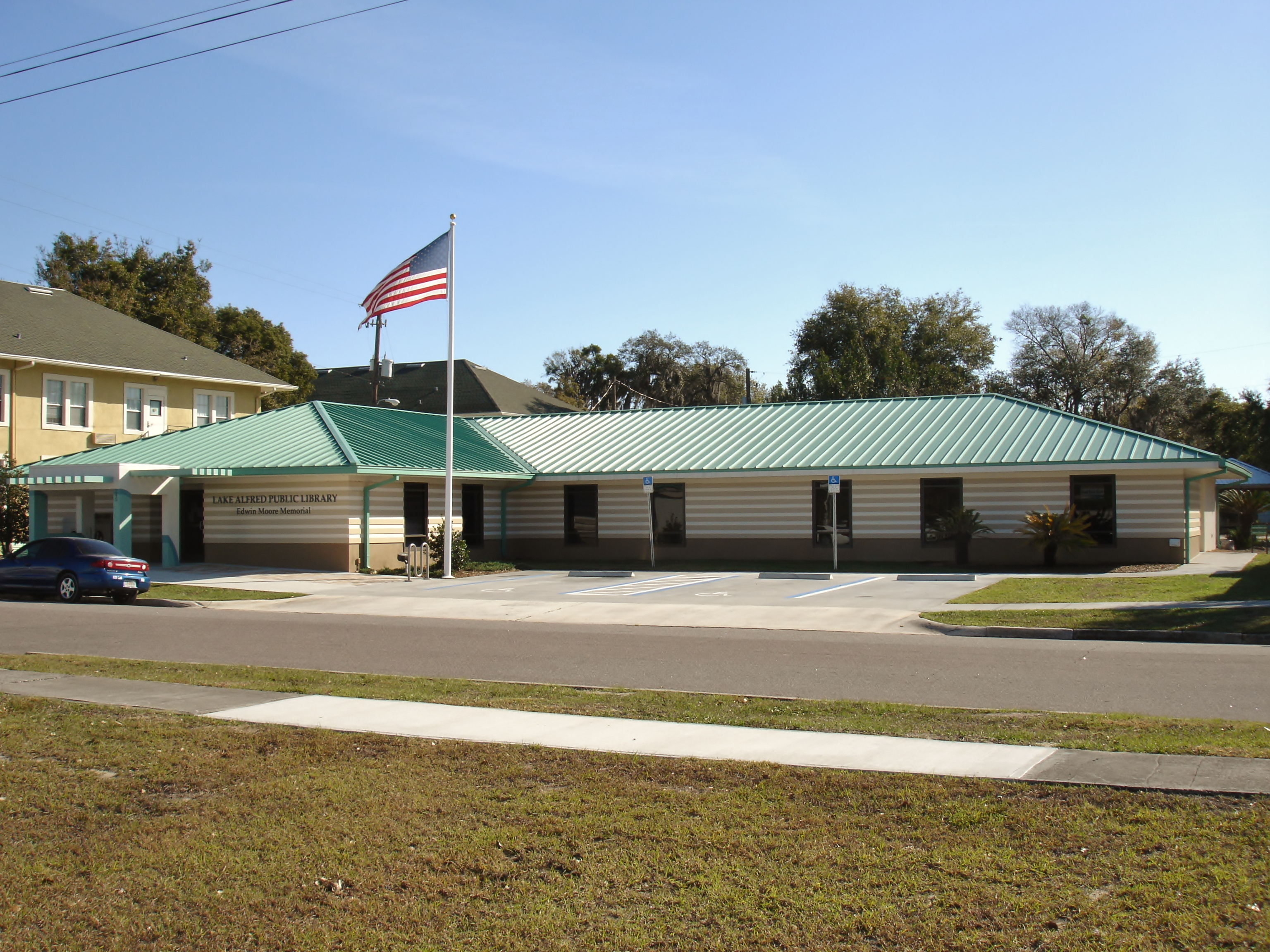
Bibliothèque publique de Lake Alfred

## Démographie
| 1920 | 1930 | 1940 | 1950  | 1960  | 1970  |
| ---- | ---- | ---- | ----- | ----- | ----- |
| 317  | 629  | 920  | 1 270 | 2 191 | 2 847 |

| 1980  | 1990  | 2000  | 2010  | - | - |
| ----- | ----- | ----- | ----- | - | - |
| 3 134 | 3 622 | 3 890 | 5 015 | - | - |

## Source de la traduction
- (en) Cet article est partiellement ou en totalité issu de l’article de Wikipédia en anglais intitulé « Lake Alfred, Florida » (voir la liste des auteurs).